# Golynki
Golynki (ruso: Голы́нки) es un asentamiento de tipo urbano de Rusia, perteneciente al raión de Rudnia de la óblast de Smolensk.
En 2021, el asentamiento tenía una población de 3203 habitantes.
El pueblo fue fundado en 1908 mediante la fusión de cinco aldeas cercanas, en el uyezd de Orsha de la gobernación de Maguilov, como poblado ferroviario de la línea de Riga a Oriol. En 1953 comenzó a extraerse turba en un yacimiento cercano al pueblo. La Unión Soviética desarrolló el asentamiento con una fábrica de termómetros y le dio en 1963 el estatus de asentamiento de tipo urbano. El yacimiento y la fábrica siguen siendo actualmente la base de la economía local.
Se ubica unos 20 km al sureste de la capital distrital Rudnia, sobre la carretera P120 que lleva a la capital regional Smolensk.

## Clima
| Parámetros climáticos promedio de Golynki | Parámetros climáticos promedio de Golynki | Parámetros climáticos promedio de Golynki | Parámetros climáticos promedio de Golynki | Parámetros climáticos promedio de Golynki | Parámetros climáticos promedio de Golynki | Parámetros climáticos promedio de Golynki | Parámetros climáticos promedio de Golynki | Parámetros climáticos promedio de Golynki | Parámetros climáticos promedio de Golynki | Parámetros climáticos promedio de Golynki | Parámetros climáticos promedio de Golynki | Parámetros climáticos promedio de Golynki | Parámetros climáticos promedio de Golynki |
| Mes                                       | Ene.                                      | Feb.                                      | Mar.                                      | Abr.                                      | May.                                      | Jun.                                      | Jul.                                      | Ago.                                      | Sep.                                      | Oct.                                      | Nov.                                      | Dic.                                      | Anual                                     |
| ----------------------------------------- | ----------------------------------------- | ----------------------------------------- | ----------------------------------------- | ----------------------------------------- | ----------------------------------------- | ----------------------------------------- | ----------------------------------------- | ----------------------------------------- | ----------------------------------------- | ----------------------------------------- | ----------------------------------------- | ----------------------------------------- | ----------------------------------------- |
| Temp. máx. media (°C)                     | -4.1                                      | -3.2                                      | 2.3                                       | 11.1                                      | 17.3                                      | 20.5                                      | 22.9                                      | 21.6                                      | 15.9                                      | 8.7                                       | 2.7                                       | -1.3                                      | 9.5                                       |
| Temp. media (°C)                          | -6.1                                      | -5.7                                      | -1.0                                      | 6.7                                       | 13.0                                      | 16.7                                      | 19.1                                      | 17.8                                      | 12.4                                      | 6.1                                       | 0.9                                       | -3.1                                      | 6.4                                       |
| Temp. mín. media (°C)                     | -8.5                                      | -8.7                                      | -4.8                                      | 1.6                                       | 7.9                                       | 11.9                                      | 14.6                                      | 13.6                                      | 8.7                                       | 3.5                                       | -0.9                                      | -5.0                                      | 2.8                                       |
| Precipitación total (mm)                  | 53                                        | 47                                        | 45                                        | 46                                        | 74                                        | 83                                        | 96                                        | 80                                        | 64                                        | 67                                        | 57                                        | 50                                        | 762                                       |
| Fuente:                                   |                                           |                                           |                                           |                                           |                                           |                                           |                                           |                                           |                                           |                                           |                                           |                                           |                                           |